# Serra Macaense Futebol Clube
Serra Macaense Futebol Clube é uma agremiação esportiva da cidade de Macaé, no estado do Rio de Janeiro, fundada a 18 de novembro de 2009, a partir da aquisição do Independente Esportes Clube Macaé. Seu maior rival é o Macaé Esporte.

## História
Surgiu em 18 de Novembro de 2009, substituindo a Associação Esportiva Independente nas competições profissionais, com o nome de Independente Esportes Clube Macaé.
Em 2010, disputa com a nova denominação pela primeira vez, o Campeonato Estadual da Série C de Profissionais do Estado do Rio de Janeiro. A equipe de Júlio César de Oliveira, surpreende a todos, conquistando o acesso à Série B de 2011, ao ficar em 3º lugar na classificação geral, eliminando na repescagem o Três Rios Futebol Clube.Com uma bela atuação do meio-campista Bruno da Silva Jardim, o time da região dos lagos teve uma grande apresentação, com arrancadas espetaculares e passes prefeitos ele comandou a equipe para a vitória, e como se não bastasse para fechar com chave de ouro depois de passar por três adversários ele deu um lindo toque por cobertura fazendo assim um belíssimo gol para delírio dos mas de 10 mil torcedores presentes ao estádio.
Em 2011, ainda comandado pelo técnico Júlio César de Oliveira, o Serra disputou a Série B, e se classificou para a Fase final e conseguiu um expressivo nono lugar em sua 1° Participação na segunda divisão. naquele mesmo ano o Serra Participou pela 1° vez da Copa Rio de Profissionais, Chegando até a 2° fase da competição.
Em 2012, o Serra trouxe o experiente Valdo ex-jogador da seleção Brasileira, que anteriormente era o gerente de futebol do clube em 2011, e se tornou treinador no ano de 2012, mas apesar de toda a experiência de Valdo, o Serra foi apenas o 12° colocado. O ponto positivo do ano ficou por conta da equipe de Juniores que comandada pelo ex-treinador do profissional Júlio César de Oliveira , foi vice Campeã, com o mesmo número de pontos que o campeão América, porém perdendo no número de vitorias. Na Copa Rio do ano em questão, mesmo os comandados de Valdo foram eliminados na 1° fase.
Em 2013, o Serra Trouxe Luciano Leandro para assumir o Profissional, com um aproveitamento muito abaixo do esperado, a diretoria resolveu trazer Paulo Henrique Filho ex-treinador do Juniores Flamengo, Campeão da Copa São Paulo, o treinador que fez sua estreia nos Profissionais, conseguiu bons resultados e evitou o rebaixamento da equipe de Macaé. Mas uma vez a equipe de Juniores comandada pelo técnico Júlio Cesar de Oliveira, roubou a cena dos profissionais assim como em 2012 e obtiveram duas conquistas, se tornaram campeões da Taça Santos Dumont, ao Vencer o América na final e ao vencer o Barra da Tijuca, na ultima Partida pelo Triangular Final se tornou campeão carioca da série B de Juniores no ano de 2013, com gols de Guilherme e do artilheiro da competição Romário, o fato curioso dessa conquista e que faltando 2 jogos para a fase final da competição, o técnico Júlio César foi demitido pela Diretoria, e o supervisor Thiago Melo assumiu a equipe e levou o campeonato. Logo ao término do campeonato o treinador Júlio César recebeu um convite e foi trabalhar no exterior. Ainda no ano de 2013, o Serra decidiu não disputar competições com a equipe profissional, e pela 1° vez participou da Taça BH de Juniores, tendo boa participação, a equipe foi comandada pelo ex-técnico dos profissionais Paulo Henrique e obteve também uma ótima participação na OPG daquele ano.
Em 2016 o clube mudou sua administração e iniciou uma gestão profissional, objetivando a criação das categorias de base e o fortalecimento da equipe principal. Desta maneira, através de um planejamento bem organizado, em pouco tempo os resultados começaram a ser vistos. Em campo, veio o título estadual na categoria sub-20 e o acesso do grupo principal para a Série B1.
Em 2017, o processo de institucionalização do Clube passou a ditar o trabalho, com administração séria e competente, os primeiros passos para a busca de tornar-se Clube Formador passaram a ser feitos. A partir deste ano, tanto dentro, quanto fora de campo, o Serra Macaense aumentou seu destaque. Um exemplo disto foi uma vitória em amistoso diante do Flamengo.
Na Série B1 de 2018, jogadores eleitos melhores da competição em suas posições e o artilheiro do certame. Um grande sonho da gestão comandada pelo presidente Rodrigo dos Santos teve sua pedra fundamental lançada, no início das obras do Centro de Treinamento do Serra Macaense, onde serão atendidos mais de 120 jovens registrados devidamente no Clube. Foi a primeira vez que o Verdão conquistou vaga na Copa Rio também, além de inaugurar a Serra Store. Jogadores foram negociados com equipes do Brasil e do exterior.
Em parceria com um empreendimento de Macaé em 2019, o Serra Macaense institui a ‘Toca da Coruja’, local de moradia para os atletas do grupo profissional e comissão técnica que disputam as competições regionais. Um espaço amplo, arejado, com totais condições de moradia, para o bem-estar daqueles que chegam a Macaé para defender as cores do Verdão. Mais parcerias são estabelecidas pela diretoria do clube, elevando ainda mais a credibilidade e o respeito para com a marca do Serra Macaense.
2020 foi um ano atípico por conta de uma Pandemia que modificou a forma de pensar, ser e agir de parte da humanidade. Mesmo assim, a diretoria executiva do Serra Macaense seguiu trabalhando diariamente, mesmo em home office, dentro das exigências protocolares de saúde para atender as demandas de famílias assistidas pelo Clube e pensar o futebol para quando fosse possível retornar. Desta maneira, para a competição regional que inicia em setembro, um grupo forte foi montado, a fim de disputar a Série B1, sob comando do técnico Luiz Felipe. Também foi feito um modelo de trabalho que busca captação de recursos para forjar um processo de implantação de escolinhas do Serra Macaense, com um olhar social e prospecção de talentos, além da busca pela internacionalização da marca da entidade.
Em 2021 pela disputa da Série B1, o Serra Macaense chegou até a final do returno onde foi vice-campeão perdendo para o Pérolas Negras nos penâltis por 4 a 1.
Em 2022 o clube terminou na sétima colocação na Série B1. Na Copa Rio foi eliminado nas quartas de finais pelo Gonçalense.